# باباي البحار (فلم)
ّبَابَّاي البَحَّار (بالإنجليزية: Popeye the Sailor) هو فيلم كرتون متحرك قصير أُنتج سنة 1933 من قبل ستُوديوهَات فلِيشر وتم توزيعُه من طرف باراماونت بيكتشرز.. تم إعلان الفيلم كجزء من سلسلة أفلام وكرتون بيتي بوب، إلا أن بيتي بوب لم تلعب دوراً كبيراً وظهرت فيه ظهوراً محدوداً. وقد شكل الفيلم أول ظهور رسمي للشخصية الكرتونية باباي في عالم الرسوم المتحركة.

## روابط خارجية
- مقالات تستعمل روابط فنية بلا صلة مع ويكي بيانات